# Тривенто
Тривѐнто (на италиански: Trivento) е малко градче и община в Централна Италия, провинция Кампобасо, регион Молизе. Разположено е на 599 m надморска височина. Населението на общината е 4889 души (към 2010 г.).